# Vyhlídky (Horní Stropnice)

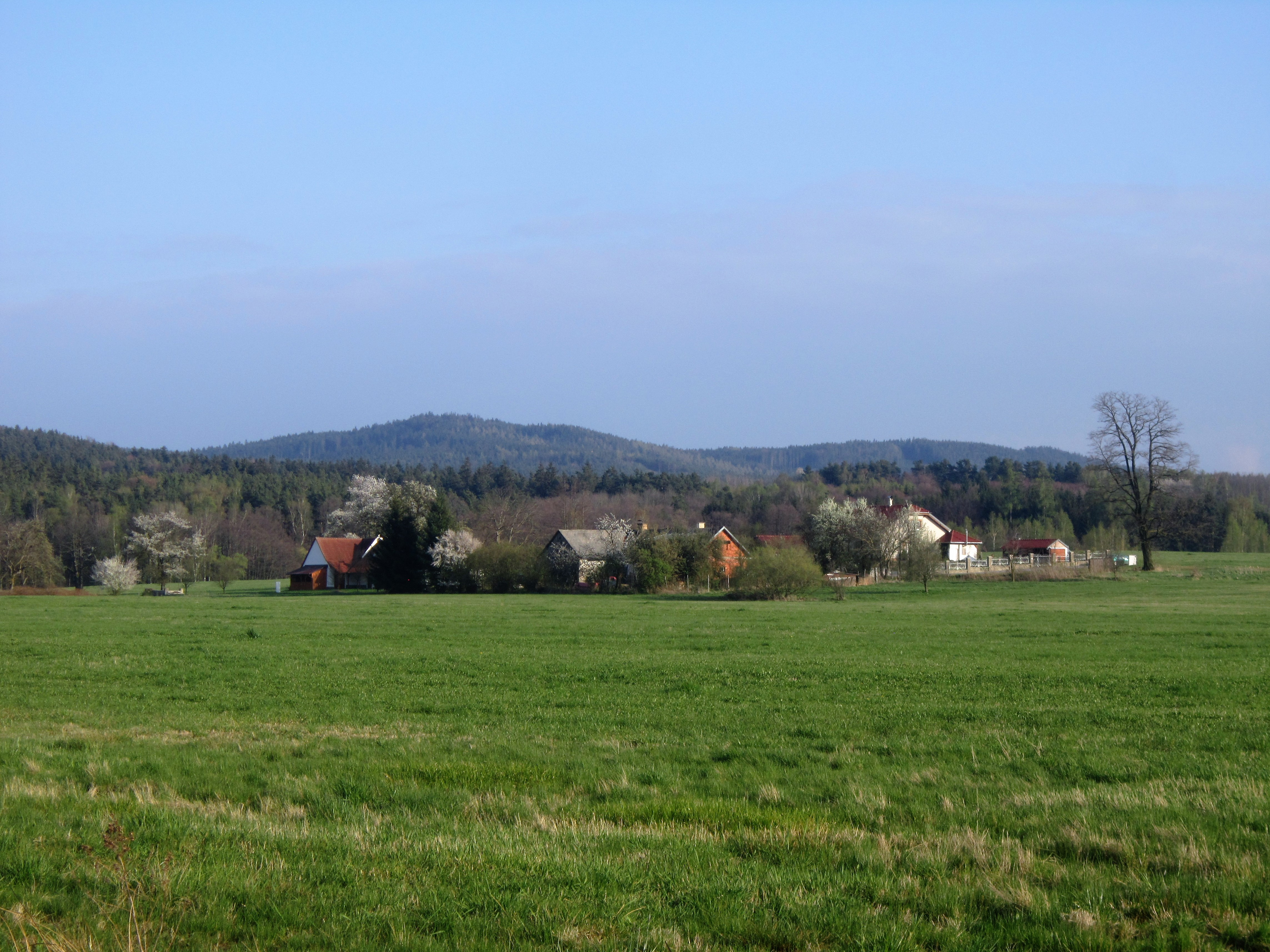
Blick von Norden auf Vyhlídky

Vyhlídky (deutsch Egersee) ist ein Ortsteil der Gemeinde Horní Stropnice (Strobnitz) im Okres České Budějovice in Tschechien. Die Rotte liegt dreieinhalb Kilometer südlich von Nové Hrady (Gratzen) im Gratzener Bergland (Novohradské hory).

## Geographie
Vyhlídky befindet sich auf einer Hochfläche linksseitig über dem Tal des Mýtinský potok (Kropfschlager Bach). Östlich erhebt sich der Veveří (617 m n.m.), im Südosten der Hut (836 m ü. A.), der Mandlstein (874 m ü. A.) und Pfenniglüsse / Skalka (831 m ü. A.), südlich die Vyhlídka (Hansberg; 720 m n.m.), der Fischerstein (822 m ü. A.) und die Vysoká (Hochwald; 1034 m n.m.), im Südwesten der Kopeček (601 m n.m.) sowie westlich der Knajzův vrch (582 m n.m.). Die Ansiedlung liegt im Naturpark Novohradské hory.
Nachbarorte sind Údolí (Niederthal), Tereziino údolí (Jetzkobrunn) und Nové Hrady im Norden, die Wüstung Mýtiny (Kropfschlag) und Veveří (Piberschlag) im Nordosten, die Wüstung Jedlice (Göllitz) im Südosten, Šejby (Scheiben) im Süden, Dlouhá Stropnice (Lang Strobnitz) im Südwesten, Horní Stropnice im Westen sowie Humenice (Maierhof) und Světví (Gschwendt) im Nordwesten.

## Geschichte
Im Jahre 1833 kaufte Johann Oppolzer aus Kropfschlag von Johann Prichzi ein Stück Land auf Strobnitzer Gemarkung und errichtete oberhalb der Kropfschlager Wasenmeisterei eine Chaluppe. In Sommers Beschreibung des Budweiser Kreises von 1841 wurde die Einschicht nicht erwähnt. Bis zur Mitte des 19. Jahrhunderts blieb Egersee der Fideikommissherrschaft Gratzen untertänig.
Nach der Aufhebung der Patrimonialherrschaften bildete Egersee ab 1850 eine Einschicht der Marktgemeinde Strobnitz im Gerichtsbezirk Gratzen. 1868 wurde der Ort dem Bezirk Kaplitz zugeordnet. In der zweiten Hälfte des 19. Jahrhunderts entstand über dem Kropfschlager Tal am Fahrweg nach Strobnitz eine Streusiedlung, die sich auch auf die Langstrobnitzer Gemarkung ausdehnte. Beim Zensus von 1869 wurde Egersee noch nicht erfasst, 1880 bestand die Siedlung bereits aus 27 Häusern, in denen 140 Personen lebten. Im Jahre 1900 hatte Egersee 138 Einwohner, 1910 waren es 144.
Nach dem Ersten Weltkrieg zerfiel der Vielvölkerstaat Österreich-Ungarn, die Siedlung wurde 1918 Teil der neu gebildeten Tschechoslowakischen Republik. Beim Zensus von 1921 wurde Egersee als eine anteilig zu Strobnitz und Langstrobnitz gehörige Häusergruppe aufgeführt. 1930 lebten in den 29 Häusern von Egersee 115 Personen. Nach dem Münchner Abkommen wurde Egersee im Oktober 1938 dem Deutschen Reich zugeschlagen und gehörte bis 1945 zum Landkreis Kaplitz. Nach dem Ende des Zweiten Weltkrieges kam Egersee zur wiedererrichteten Tschechoslowakei zurück. Nach der Vertreibung fast aller deutschen Bewohner wurde Egersee nur schwach mit Tschechen wiederbesiedelt. Um 1948 erhielt die Siedlung den tschechischen Namen Vyhlídky. 1949 erfolgte die Aufhebung des Okres Kaplice und die Umgliederung der Siedlung in den Okres Trhové Sviny. Im Zuge der Gebietsreform von 1960 wurde Vyhlídky dem Okres České Budějovice zugeordnet. Beim Zensus von 1970 hatte Vyhlídky nur noch sechs Einwohner und bestand aus zwei Häusern. Zum 1. Mai 2003 erhielt Vyhlídky den Status eines Ortsteils von Horní Stropnice. Im Jahre 2011 lebten in den drei Wohnhäusern von Vyhlídky drei Personen.

## Ortsgliederung
Der Ortsteil Vyhlídky ist Teil des Katastralbezirkes Horní Stropnice.